# 科尔邦 (奥恩省)
科尔邦（法語：Corbon，法語發音：[kɔʁbɔ̃] ⓘ）是法国奥恩省的一个市镇，属于莫尔塔涅欧佩什区。

## 地理
科尔邦（48°27'15"N, 0°37'38"E）面积8.38 平方千米，位于法国诺曼底大区奧恩省，该省份为法国西北部内陆省份，北起顺时针与卡爾瓦多斯省、厄尔省、厄尔-卢瓦省、萨尔特省、马耶讷省和芒什省接壤。
与科尔邦接壤的市镇（或旧市镇、城区）包括：库尔容、拉沙佩勒蒙利容、于讷河畔莫沃、于讷河畔库尔莫日。

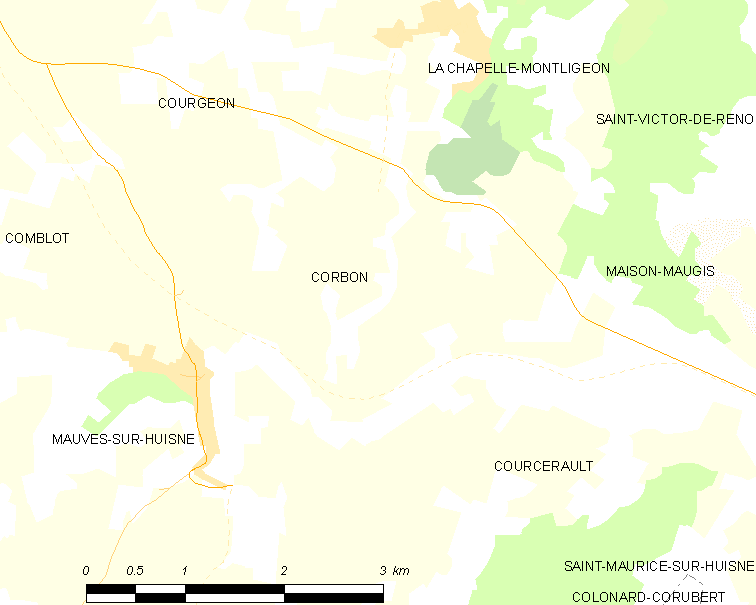
的OSM定位图

科尔邦的时区为UTC+01:00、UTC+02:00（夏令时）。

## 行政
科尔邦的邮政编码为61400，INSEE市镇编码为61118。

## 政治
科尔邦所属的省级选区为莫尔塔涅欧佩什县。

## 人口

1962-2008年间人口变化图示

科尔邦于2022年1月1日时的人口数量为112人。